# 潘德阿蘇卡爾國家公園
26°08′59″S 70°39′02″W / 26.14972°S 70.65056°W

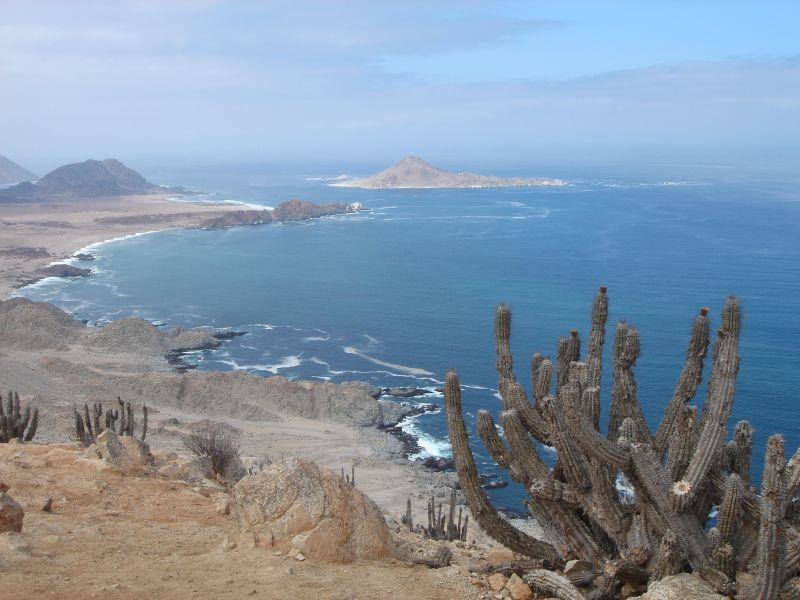

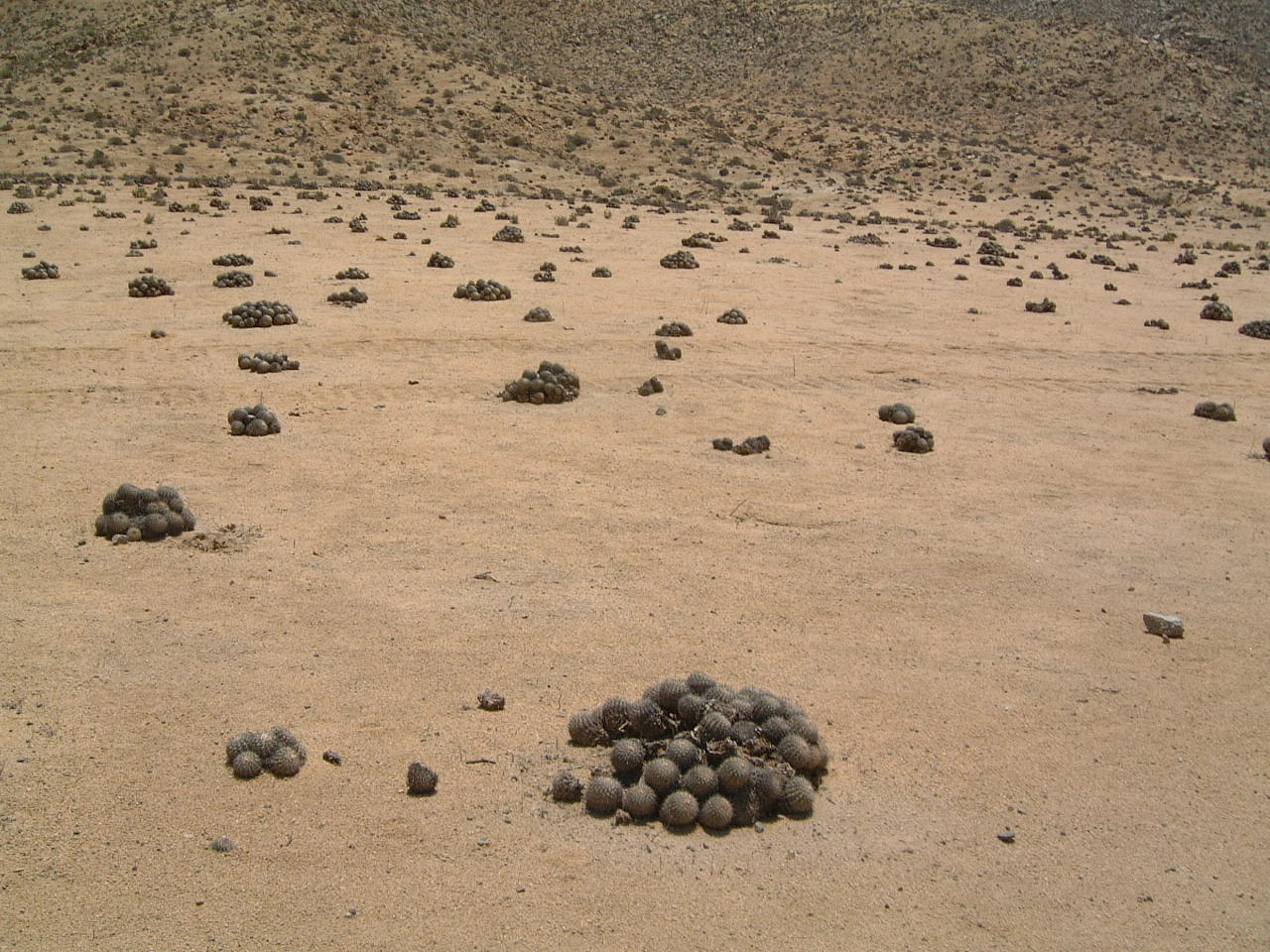

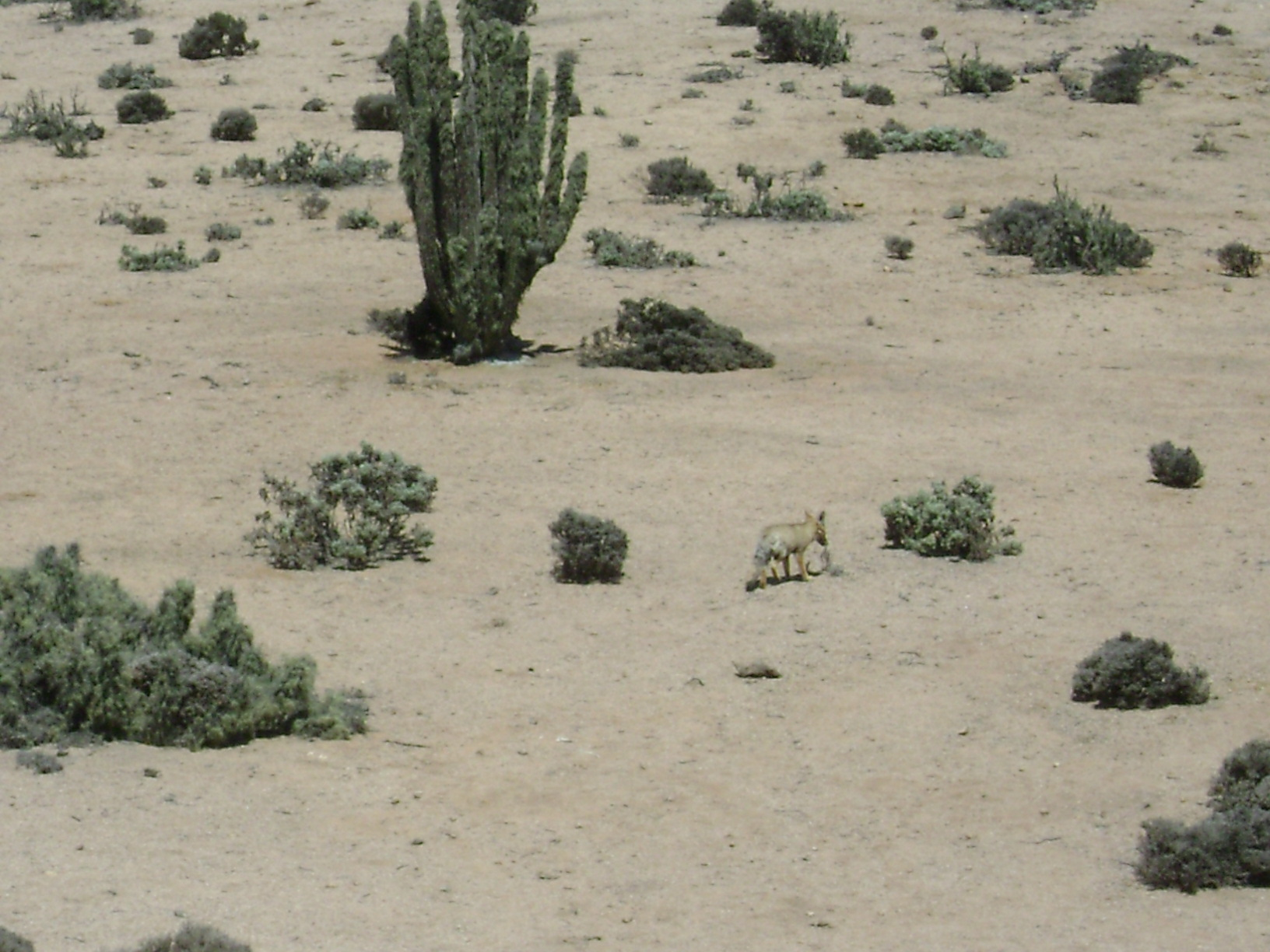

潘德阿蘇卡爾國家公園是智利的國家公園，位於該國北部，由安托法加斯塔大區和阿塔卡馬大區負責管轄，距離查尼亞拉爾30公里，成立於1985年，面積438平方公里。